# NGC 3651-1
NGC 3651-1 is een elliptisch sterrenstelsel in het sterrenbeeld Leeuw. Het hemelobject werd op 10 april 1785 ontdekt door de Duits-Britse astronoom William Herschel.

## Synoniemen
- UGC 6388
- MCG 4-27-28
- ZWG 126.42
- HCG 51A
- PGC 34898